# 284
El año 284 (CCLXXXIV) fue un año bisiesto comenzado en martes del calendario juliano, en vigor en aquella fecha.
En el Imperio romano el año fue nombrado como el del consulado de Carino y Numeriano o, menos comúnmente, como el 1037 Ab urbe condita, siendo su denominación como 284 posterior, de la Edad Media, al establecerse el Anno Domini.

## Acontecimientos
- Los hermanos y coemperadores Carino y Numeriano ejercen el consulado.
- 20 de noviembre: Diocleciano es aclamado emperador de Roma tras la muerte de Numeriano. Carino viviría hasta 285 reclamando el trono.
- Revuelta bagauda en la Galia.
- Comienza la nueva organización administrativa de la Hispania romana, que se dividirá en seis provincias. Quedan integradas en la diocesis Hispaniarum. La antigua Hispania Citerior se dividió en: Tarraconensis, Carthaginiensis y Gallaecia; se mantuvieron la Lusitania y la Baetica. Se añadió como sexta provincia la Mauritania Tingitana.[1]

## Fallecimientos
- Numeriano, emperador romano.

## Arte y literatura
- Año en que termina el relato de la Historia Augusta.